# Colom de Casta Grossa

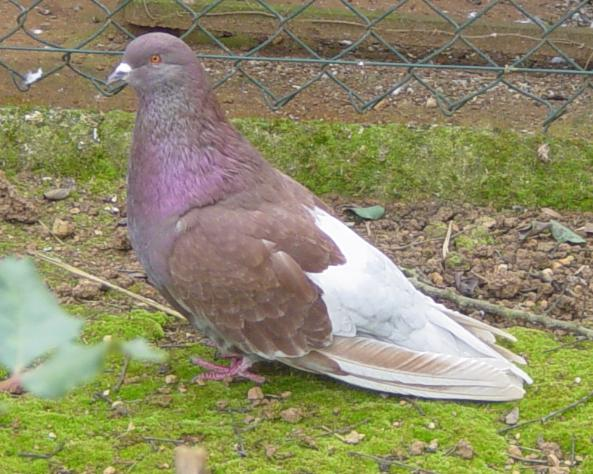

El Colom de Casta Grossa és una de les races de coloms pròpies de Mallorca. La principal funció d'aquesta raça de coloms ha estat durant molt de temps la producció de carn encara que avui en dia és molt criat per participar en les exposicions d'aviram. Destaca d'aquesta raça és la grandària i el pes dels animals, característiques que semblen haver disminuït en comparació a les dades bibliogràfiques de temps passat, que li fan referència. El cens d'aquest tipus de colom és molt escàs, i s'ha mantingut, principalment, per la gran afició i difusió de l'avicultura ornamental. Té l'estàndard aprovat per l'Entesa Europea d'Avicultura i Cunicultura, des de 1994.

## Orígens
La majoria d'autors coincideixen que és un animal descendent dels coloms grossos procedents d'Itàlia, que ja fa molts d'anys es trobaven a la Mediterrània occidental, i que han sofert amb el temps influències d'altres ètnies, específicament d'un tronc mediterrani, però d'origen àrab. D'acord amb les referències històriques conegudes, és un colom que a la segona meitat del segle xix es va exportar als Estats Units i és l'origen del coloms de granja d'aquell país. A Balears ha estat sempre considerat com au de corral.

## Morfologia
És un colom de mida grossa, de cos rabassut i horitzontal. D'aspecte feixuc, camina fent passes curtes i engronsant el cos. El plomatge és abundant i flonjo. El pes dels animals adults és de més de 900 grams els mascles, i més de 800 grams les femelles, la qual cosa el converteix de fet en un animal de granja, complement ideal de l'aviram i suport de la gastronomia casolana.
La longitud total, des de la punta del bec fins a l'extrem de la coa, és d'uns 40 cm, i l'envergadura de les ales té uns 80 cm. El seu temperament és fogós i fort en els mascles, i molt gelós en les femelles. És un animal de vol escàs, a causa de la seva grandària.
El cap és més aviat petit en proporció a la mida del colom, sobretot en les femelles. Té el perfil rodonenc i lleugerament pla a la part superior. El front forma quasi un angle recte amb la part superior del crani, que enllaça suaument amb el clatell. El bec és mitjà i recte, més llarg que ample i de color de banya fosc. Les carúncules nasals són petites, planes, llises, blanques i amb les obertures nasals d'un lleuger color rosat. L'ull és petit en relació amb el cap, i l'iris té un color vermell taronja a l'exterior i un cercle interior groc. El rivet de l'ull és fi i sense regruixos, i el seu color ideal és el marró clar, de la mateixa tonalitat que el plomatge. El coll és curt i ample. El pit és ample però poc pronunciat, i l'esquena és també ampla, formant un conjunt d'aspecte llarguer que arriba fins al carpó, que és també ample. Les ales són llargues, entre 30–35 cm, amb els extrems situats a cada costat i un poc per davall de l'altària de la coa. Les plomes són llargues i de textura aspra. La coa és ampla, recta i segueix la línia de l'esquena. Té 12 plomes timoneres, que tenen una amplària d'uns 4 cm. Les cames són curtes, amb els dits ben proporcionats, i el seu color és vermell carnós fosc, amb les ungles obscures, del mateix color del bec. La coloració típica del plomatge és la roja fosca, si bé la coa, les plomes remeres de l'ala i el carpó presenten un color cendrós clar, amb un lleuger esquitxat rogenc.